# Rudy Spiessert
 (octobre 2018).
Rudy Spiessert est un auteur de bande dessinée né à Nice le 23 septembre 1974. Il publie également, notamment dans le magazine Fluide Glacial, sous le pseudonyme de Pluttark.

## Biographie
Il est l'auteur d'Ingmar chez Dupuis, du Stéréo-Club chez Dargaud (les deux séries avec Hervé Bourhis). Il est également l'auteur de Comme tout le monde avec Denis Lapière et Pierre-Paul Renders (chez Dupuis)
Il a raconté sa jeunesse dans le milieu du cirque dans Les villes d'un jour (chez Quadrants).

## Publications

### Sous le nom de Rudy Spiessert
- Le Stéréo-Club, avec Hervé Bourhis (scénario) et Mathilda (couleurs), Dargaud Collection Poisson Pilote[1]
  1. Britney forever, 46 planches soit 48 pages, 2004 (DL 06/2004)  (ISBN 2-205-05565-8)
  2. Chante avec moi, 46 planches soit 48 pages, 2005 (DL 03/2005)  (ISBN 2-205-05664-6)
  3. 21 juin, 46 planches soit 48 pages, 2004 (DL 06/2006)  (ISBN 2-205-05765-0)
  4.  Intégrale, reprend les tomes 1 à 3, 141 planches, 2009 (DL 02/2009)  (ISBN 978-2-205-06251-9)

- Ingmar, avec Hervé Bourhis (scénario) et Mathilda (couleurs), Dupuis[2]
  1. Invasions et chuchotements, 46 planches soit 48 pages, 2006 (DL 02/2006)  (ISBN 2-8001-3793-2)
  2. Crâne Noir, 46 planches soit 48 pages, 2007 (DL 01/2007)  (ISBN 2-8001-3919-6)
  3. L'Élixir de vieillesse, 52 planches soit 48 pages, 2008 (DL 09/2008)  (ISBN 978-2-8001-4025-4)
  4. Le Siège de Paris, 46 planches soit 48 pages, 2010 (DL 06/2010)  (ISBN 978-2-8001-4444-3)
  5.  Little Ingmar, mini-récit de 32 planches paru dans le no 3672 du 27 août 2008 du journal Spirou

- Naguère les étoiles, avec Hervé Bourhis (scénario) et Mathilda (couleurs), Delcourt Collection Shampooing[3]
  1. Naguère les étoiles 1, 46 planches soit 48 pages, 2010 (DL 09/2010)  (ISBN 978-2-7560-1856-0)
  2. Naguère les étoiles 2, 46 planches soit 48 pages, 2010 (DL 11/2010)  (ISBN 978-2-7560-2178-2)
  3. Naguère les étoiles 3, 46 planches soit 48 pages, 2011 (DL 02/2011)  (ISBN 978-2-7560-2179-9)
  4.  Intégrale, reprend les tomes 1 à 3, format à l'italienne, 2013 (DL 11/2013)  (ISBN 978-2-7560-5024-9)
  5.  Naguère les étoiles 4 - Avant Naguère, 46 planches soit 48 pages, Delcourt, 2017[4] (DL 01/2017)  (ISBN 978-2-7560-8053-6)
  6. Naguère les étoiles 5 - Avant Naguère, 46 planches soit 48 pages, 2018 (DL 01/2018)  (ISBN 978-2-7560-8054-3)
- Comme tout le monde avec Denis Lapière et Pierre-Paul Renders (scénario) et Mathilda (couleurs), 138 planches soit 144 pages, 25,8 cm x 19,7 cm, Dupuis, 2007 (DL 11/2007)  (ISBN 978-2-8001-4009-4)
- Les Villes d'un jour, avec Mathilda (couleurs), 45 planches, Quadrants Collection Azimut, 2008 (DL 03/2008)  (ISBN 978-2-302-00114-5)[5]
- Hélas, avec Hervé Bourhis (scénario) et Mathilda (couleurs), 70 planches soit 72 pages, 30,2 cm x 23 cm, Dupuis, 2010 (DL 01/2010)  (ISBN 978-2-8001-4391-0)
- #Cyberbook, l'admirable saga de l'informatique et de la culture numérique, avec Hervé Bourhis (scénario), 94 planches, bichromie (noir et rouge), couverture souple avec rabats, Éditions de La Revue Dessinée, 2015 (DL 11/2015)  (ISBN 979-1-09-253001-8)[6]

### Sous le nom de Pluttark
- Bipèdes - Un documentaire fascinant sur le plus célèbre des mammifères, 46 planches, Dargaud Collection Poisson Pilote, 2009 (DL 04/2009)  (ISBN 978-2-205-06146-8)
- Libérale Attitude, avec Mathilda (couleurs), 45 planches, Fluide Glacial, 2010 (DL 08/2010)  (ISBN 978-2-352-07018-4)[7]
- Retour vers les années 80, 232 planches, Delcourt, 2014 (DL 04/2014)  (ISBN 978-2-7560-4273-2)
- Cinégeek, Delcourt, 2014 (DL 11/2014)  (ISBN 978-2-7560-6352-2)
- Fastefoode, avec Jorge Bernstein (scénario), 45 planches, Fluide Glacial 2015 (DL 06/2015)  (ISBN 978-2-352-07574-5)
- Flic & Fun, avec Jorge Bernstein (scénario), Fluide Glacial 2018 (DL 02/2018)  (ISBN 978-2-352-07885-2)